# Miconia punctata
Miconia punctata là một loài thực vật có hoa trong họ Mua. Loài này được (Desr.) D. Don ex DC. mô tả khoa học đầu tiên năm 1828.